# Auménancourt
Auménancourt és un municipi francès, situat al departament del Marne i a la regió del Gran Est. L'any 2007 tenia 884 habitants.

## Demografia

### Població
El 2007 la població de fet d'Auménancourt era de 884 persones. Hi havia 312 famílies, de les quals 52 eren unipersonals (20 homes vivint sols i 32 dones vivint soles), 104 parelles sense fills, 144 parelles amb fills i 12 famílies monoparentals amb fills.
La població ha evolucionat segons el següent gràfic:
Habitants censats

### Habitatges
El 2007 hi havia 339 habitatges, 324 eren l'habitatge principal de la família, 5 eren segones residències i 10 estaven desocupats. 323 eren cases i 16 eren apartaments. Dels 324 habitatges principals, 267 estaven ocupats pels seus propietaris, 55 estaven llogats i ocupats pels llogaters i 2 estaven cedits a títol gratuït; 3 tenien dues cambres, 18 en tenien tres, 65 en tenien quatre i 238 en tenien cinc o més. 300 habitatges disposaven pel capbaix d'una plaça de pàrquing. A 122 habitatges hi havia un automòbil i a 196 n'hi havia dos o més.

### Piràmide de població
La piràmide de població per edats i sexe el 2009 era:
| Homes | Edats   | Dones |
| ----- | ------- | ----- |
| 0     | 95 o +  | 8     |
| 8     | 90 a 94 | 0     |
| 0     | 85 a 89 | 4     |
| 8     | 80 a 84 | 4     |
| 12    | 75 a 79 | 16    |
| 20    | 70 a 74 | 8     |
| 0     | 65 a 69 | 16    |
| 16    | 60 a 64 | 8     |
| 24    | 55 a 59 | 20    |
| 32    | 50 a 54 | 28    |
| 32    | 45 a 49 | 36    |
| 12    | 40 a 44 | 20    |
| 36    | 35 a 39 | 20    |
| 28    | 30 a 34 | 40    |
| 8     | 25 a 29 | 16    |
| 12    | 20 a 24 | 8     |
| 20    | 15 a 19 | 12    |
| 20    | 10 a 14 | 20    |
| 36    | 5 a 9   | 36    |
| 20    | 0 a 4   | 16    |

## Economia
El 2007 la població en edat de treballar era de 583 persones, 425 eren actives i 158 eren inactives. De les 425 persones actives 407 estaven ocupades (229 homes i 178 dones) i 18 estaven aturades (7 homes i 11 dones). De les 158 persones inactives 62 estaven jubilades, 55 estaven estudiant i 41 estaven classificades com a «altres inactius».

### Ingressos
El 2009 a Auménancourt hi havia 337 unitats fiscals que integraven 932,5 persones, la mediana anual d'ingressos fiscals per persona era de 20.891 €.

### Activitats econòmiques
Dels 27 establiments que hi havia el 2007, 2 eren d'empreses de fabricació d'altres productes industrials, 10 d'empreses de construcció, 2 d'empreses de comerç i reparació d'automòbils, 1 d'una empresa de transport, 4 d'empreses d'hostatgeria i restauració, 3 d'empreses immobiliàries, 4 d'empreses de serveis i 1 d'una empresa classificada com a «altres activitats de serveis».
Dels 10 establiments de servei als particulars que hi havia el 2009, 1 era un taller de reparació d'automòbils i de material agrícola, 2 paletes, 2 fusteries, 1 lampisteria, 1 electricista, 1 perruqueria i 2 restaurants.
L'any 2000 a Auménancourt hi havia 13 explotacions agrícoles que ocupaven un total de 972 hectàrees.

## Equipaments sanitaris i escolars
El 2009 hi havia una escola elemental.

## Poblacions més properes
El següent diagrama mostra les poblacions més properes.